# Vuelta al País Vasco 2015
La 55.ª edición de la Vuelta al País Vasco fue una carrera ciclística que se disputó entre el 6 y el 11 de abril de 2015. Estuvo compuesta por seis etapas: cinco en ruta y la última en contrarreloj. La carrera comenzó en Bilbao y finalizó en Aia para completar así un recorrido total de 845,2 kilómetros.
La prueba perteneció al UCI WorldTour 2015.
El ganador final fue Joaquim Rodríguez, quien además se hizo con dos etapas (3ª. y 4.ª) y la clasificación de la regularidad. Le acompañaron en el podio Sergio Henao e Ion Izagirre, respectivamente.
En las otras clasificaciones secundarias se impusieron Omar Fraile (montaña), Louis Vervaeke (metas volantes) y Katusha (equipos).

## Equipos participantes
Tomaron parte en la carrera 19 equipos: los 17 equipos de la categoría UCI ProTeam, más 2 de categoría Profesional Continental (Caja Rural-Seguros RGA y Cofidis, Solutions Crédits). Formando así un pelotón de 152 ciclistas, con 8 corredores cada equipo, de los que acabaron 106. Los equipos participantes fueron:
| WorldTeams (17)- AG2R La Mondiale - Astana - BMC Racing Team - Cannondale-Garmin - Etixx-Quick Step - FDJ - Giant-Alpecin - IAM Cycling - Katusha - Lampre-Merida - Lotto NL-Jumbo - Lotto-Soudal - Movistar Team - Orica-GreenEDGE - Sky - Tinkoff-Saxo - Trek Factory Racing Equipos continentales profesionales (2)- Caja Rural-Seguros RGA - Cofidis, Solutions Crédits |
| |

## Etapas
Fueron 6 etapas a través de un recorrido de 845,2 km. Comenzó con una etapa con inicio y llegada en Bilbao, donde los corredores tuvieron que superar 3 dificultades montañosas entre ellos el alto de Morga de 3.ª categoría y el alto de Vivero de 2.ª categoría que se subió dos veces. La segunda etapa fue la más larga de la carrera sobre un recorrido de 175,4 km, comenzando en Bilbao y finalizando en Vitoria. En el recorrido los corredores tuvieron que superar cinco dificultades montañosas, la primera el Orduña de 1.ª categoría, el alto de Salinas de Añana, el alto de San Martín de Zar, el alto de Zaldiarán, y finalmente el alto de Vitoria, todos ellos de 3.ª categoría.
La 3.ª etapa tuvo inicio en Vitoria y finalizó en Zumárraga, a través de 170,7 km y 8 puertos de montaña en donde por primera vez se hizo un circuito donde se encontraban las últimas tres cotas. La etapa reina fue la 4.ª iniciando en el municipio de Zumárraga para finalizar en el Santuario de la Virgen de Arrate con la ascensión final al alto de Usartza de 1.ª categoría de casi 800 metros al 16% y con rampas por encima del 20%. La quinta etapa el pelotón partió de Éibar en dirección a Aya pasando por la costa guipuzcoana con 8 dificultades montañosas. Una vez en Aia, antes de llegar a la línea de meta, los corredores tuvieron que darle la vuelta dos veces a dos circuitos en los alrededores, definiendo la etapa en el alto de Aia, un muro de casi kilómetro y medio al 14,4% y con rampas que alcanzaban el 25%. 
La etapa 6 fue una contrarreloj individual de 18,3 km con un desnivel de 300 metros y algún falso llano, para que en el último kilómetro afrontar la dura rampa de Aya.
| Etapa     | Fecha     | Recorrido           | type                    | Distancia (km) | Ganador           | Líder             |
| --------- | --------- | ------------------- | ----------------------- | -------------- | ----------------- | ----------------- |
| 1.ª etapa | 6 de abr  | Bilbao – Bilbao     | etapa escarpada         | 162,7          | Michael Matthews  | Michael Matthews  |
| 2.ª etapa | 7 de abr  | Bilbao – Vitoria    | etapa de media montaña  | 175,4          | Fabio Felline     | Michael Matthews  |
| 3.ª etapa | 8 de abr  | Vitoria – Zumárraga | etapa de media montaña  | 170,7          | Joaquim Rodríguez | Sergio Luis Henao |
| 4.ª etapa | 9 de abr  | Zumárraga – Arrate  | etapa de montaña        | 162,2          | Joaquim Rodríguez | Sergio Luis Henao |
| 5.ª etapa | 10 de abr | Éibar – Aya         | etapa de media montaña  | 155,5          | Mikel Landa       | Sergio Luis Henao |
| 6.ª etapa | 11 de abr | Aya – Aya           | contrarreloj individual | 18,3           | Tom Dumoulin      | Joaquim Rodríguez |

## Desarrollo de la carrera

### Etapa 1
| Bilbao - Bilbao | etapa escarpada | (162,7 km) |

| \| Clasificación de la etapa \| Clasificación de la etapa \| Clasificación de la etapa \| Clasificación de la etapa \| Clasificación de la etapa \| \| Ciclista \| Ciclista \| Equipo \| Tiempo \| \| \| ------------------------- \| ------------------------- \| -------------------------- \| ------------------------- \| ------------------------- \| \| 1.º \| Michael Matthews \| Orica-GreenEDGE \| 3 h 57 min 07 s \| \| \| 2.º \| Michał Kwiatkowski \| Etixx-Quick Step \| + 0 s \| \| \| 3.º \| Ilnur Zakarin \| Katusha \| + 0 s \| \| \| 4.º \| Kévin Réza \| FDJ \| + 0 s \| \| \| 5.º \| Tony Gallopin \| Lotto-Soudal \| + 0 s \| \| \| 6.º \| Julien Simon \| Cofidis, Solutions Crédits \| + 0 s \| \| \| 7.º \| Fabio Felline \| Trek Factory Racing \| + 0 s \| \| \| 8.º \| Valerio Agnoli \| Astana \| + 0 s \| \| \| 9.º \| Petr Vakoč \| Etixx-Quick Step \| + 0 s \| \| \| 10.º \| Dani Moreno \| Katusha \| + 0 s \| \| |                    |                            |                 |
| |                    |                            |                 |
| |                    |                            |                 |
| Clasificación de la etapa |                    |                            |                 |
| Ciclista | Ciclista           | Equipo                     | Tiempo          |
| 1.º | Michael Matthews   | Orica-GreenEDGE            | 3 h 57 min 07 s |
| 2.º | Michał Kwiatkowski | Etixx-Quick Step           | + 0 s           |
| 3.º | Ilnur Zakarin      | Katusha                    | + 0 s           |
| 4.º | Kévin Réza         | FDJ                        | + 0 s           |
| 5.º | Tony Gallopin      | Lotto-Soudal               | + 0 s           |
| 6.º | Julien Simon       | Cofidis, Solutions Crédits | + 0 s           |
| 7.º | Fabio Felline      | Trek Factory Racing        | + 0 s           |
| 8.º | Valerio Agnoli     | Astana                     | + 0 s           |
| 9.º | Petr Vakoč         | Etixx-Quick Step           | + 0 s           |
| 10.º | Dani Moreno        | Katusha                    | + 0 s           |

| \| Clasificación general \| Clasificación general \| Clasificación general \| Clasificación general \| Clasificación general \| \| Ciclista \| Ciclista \| Equipo \| Tiempo \| \| \| --------------------- \| --------------------- \| -------------------------- \| --------------------- \| --------------------- \| \| 1.º \| Michael Matthews \| Orica-GreenEDGE \| 3 h 57 min 07 s \| \| \| 2.º \| Michał Kwiatkowski \| Etixx-Quick Step \| + 0 s \| \| \| 3.º \| Ilnur Zakarin \| Katusha \| + 0 s \| \| \| 4.º \| Kévin Réza \| FDJ \| + 0 s \| \| \| 5.º \| Tony Gallopin \| Lotto-Soudal \| + 0 s \| \| \| 6.º \| Julien Simon \| Cofidis, Solutions Crédits \| + 0 s \| \| \| 7.º \| Fabio Felline \| Trek Factory Racing \| + 0 s \| \| \| 8.º \| Valerio Agnoli \| Astana \| + 0 s \| \| \| 9.º \| Petr Vakoč \| Etixx-Quick Step \| + 0 s \| \| \| 10.º \| Dani Moreno \| Katusha \| + 0 s \| \| |                    |                            |                 |
| |                    |                            |                 |
| |                    |                            |                 |
| Clasificación general |                    |                            |                 |
| Ciclista | Ciclista           | Equipo                     | Tiempo          |
| 1.º | Michael Matthews   | Orica-GreenEDGE            | 3 h 57 min 07 s |
| 2.º | Michał Kwiatkowski | Etixx-Quick Step           | + 0 s           |
| 3.º | Ilnur Zakarin      | Katusha                    | + 0 s           |
| 4.º | Kévin Réza         | FDJ                        | + 0 s           |
| 5.º | Tony Gallopin      | Lotto-Soudal               | + 0 s           |
| 6.º | Julien Simon       | Cofidis, Solutions Crédits | + 0 s           |
| 7.º | Fabio Felline      | Trek Factory Racing        | + 0 s           |
| 8.º | Valerio Agnoli     | Astana                     | + 0 s           |
| 9.º | Petr Vakoč         | Etixx-Quick Step           | + 0 s           |
| 10.º | Dani Moreno        | Katusha                    | + 0 s           |

### Etapa 2
| Bilbao - Vitoria | etapa de media montaña | (175,4 km) |

| \| Clasificación de la etapa \| Clasificación de la etapa \| Clasificación de la etapa \| Clasificación de la etapa \| Clasificación de la etapa \| \| Ciclista \| Ciclista \| Equipo \| Tiempo \| \| \| ------------------------- \| ------------------------- \| -------------------------- \| ------------------------- \| ------------------------- \| \| 1.º \| Fabio Felline \| Trek Factory Racing \| 4 h 32 min 32 s \| \| \| 2.º \| Michael Matthews \| Orica-GreenEDGE \| + 0 s \| \| \| 3.º \| Tony Gallopin \| Lotto-Soudal \| + 0 s \| \| \| 4.º \| Michał Kwiatkowski \| Etixx-Quick Step \| + 0 s \| \| \| 5.º \| Philippe Gilbert \| BMC Racing Team \| + 0 s \| \| \| 6.º \| Kévin Réza \| FDJ \| + 0 s \| \| \| 7.º \| Julien Simon \| Cofidis, Solutions Crédits \| + 0 s \| \| \| 8.º \| Pello Bilbao \| Caja Rural-Seguros RGA \| + 0 s \| \| \| 9.º \| Valerio Agnoli \| Astana \| + 0 s \| \| \| 10.º \| Gianni Meersman \| Etixx-Quick Step \| + 0 s \| \| |                    |                            |                 |
| |                    |                            |                 |
| |                    |                            |                 |
| Clasificación de la etapa |                    |                            |                 |
| Ciclista | Ciclista           | Equipo                     | Tiempo          |
| 1.º | Fabio Felline      | Trek Factory Racing        | 4 h 32 min 32 s |
| 2.º | Michael Matthews   | Orica-GreenEDGE            | + 0 s           |
| 3.º | Tony Gallopin      | Lotto-Soudal               | + 0 s           |
| 4.º | Michał Kwiatkowski | Etixx-Quick Step           | + 0 s           |
| 5.º | Philippe Gilbert   | BMC Racing Team            | + 0 s           |
| 6.º | Kévin Réza         | FDJ                        | + 0 s           |
| 7.º | Julien Simon       | Cofidis, Solutions Crédits | + 0 s           |
| 8.º | Pello Bilbao       | Caja Rural-Seguros RGA     | + 0 s           |
| 9.º | Valerio Agnoli     | Astana                     | + 0 s           |
| 10.º | Gianni Meersman    | Etixx-Quick Step           | + 0 s           |

| \| Clasificación general \| Clasificación general \| Clasificación general \| Clasificación general \| Clasificación general \| \| Ciclista \| Ciclista \| Equipo \| Tiempo \| \| \| --------------------- \| --------------------- \| -------------------------- \| --------------------- \| --------------------- \| \| 1.º \| Michael Matthews \| Orica-GreenEDGE \| 8 h 29 min 39 s \| \| \| 2.º \| Michał Kwiatkowski \| Etixx-Quick Step \| + 0 s \| \| \| 3.º \| Fabio Felline \| Trek Factory Racing \| + 0 s \| \| \| 4.º \| Tony Gallopin \| Lotto-Soudal \| + 0 s \| \| \| 5.º \| Kévin Réza \| FDJ \| + 0 s \| \| \| 6.º \| Julien Simon \| Cofidis, Solutions Crédits \| + 0 s \| \| \| 7.º \| Valerio Agnoli \| Astana \| + 0 s \| \| \| 8.º \| Pello Bilbao \| Caja Rural-Seguros RGA \| + 0 s \| \| \| 9.º \| Dani Moreno \| Katusha \| + 0 s \| \| \| 10.º \| Petr Vakoč \| Etixx-Quick Step \| + 0 s \| \| |                    |                            |                 |
| |                    |                            |                 |
| |                    |                            |                 |
| Clasificación general |                    |                            |                 |
| Ciclista | Ciclista           | Equipo                     | Tiempo          |
| 1.º | Michael Matthews   | Orica-GreenEDGE            | 8 h 29 min 39 s |
| 2.º | Michał Kwiatkowski | Etixx-Quick Step           | + 0 s           |
| 3.º | Fabio Felline      | Trek Factory Racing        | + 0 s           |
| 4.º | Tony Gallopin      | Lotto-Soudal               | + 0 s           |
| 5.º | Kévin Réza         | FDJ                        | + 0 s           |
| 6.º | Julien Simon       | Cofidis, Solutions Crédits | + 0 s           |
| 7.º | Valerio Agnoli     | Astana                     | + 0 s           |
| 8.º | Pello Bilbao       | Caja Rural-Seguros RGA     | + 0 s           |
| 9.º | Dani Moreno        | Katusha                    | + 0 s           |
| 10.º | Petr Vakoč         | Etixx-Quick Step           | + 0 s           |

### Etapa 3
| Vitoria - Zumárraga | etapa de media montaña | (170,7 km) |

| \| Clasificación de la etapa \| Clasificación de la etapa \| Clasificación de la etapa \| Clasificación de la etapa \| Clasificación de la etapa \| \| Ciclista \| Ciclista \| Equipo \| Tiempo \| \| \| ------------------------- \| ------------------------- \| ------------------------- \| ------------------------- \| ------------------------- \| \| 1.º \| Joaquim Rodríguez \| Katusha \| 4 h 39 min 02 s \| \| \| 2.º \| Sergio Luis Henao \| Team Sky \| + 0 s \| \| \| 3.º \| Nairo Quintana \| Movistar Team \| + 0 s \| \| \| 4.º \| Michał Kwiatkowski \| Etixx-Quick Step \| + 7 s \| \| \| 5.º \| Rafał Majka \| Tinkoff-Saxo \| + 7 s \| \| \| 6.º \| Michele Scarponi \| Astana \| + 7 s \| \| \| 7.º \| Samuel Sánchez \| BMC Racing Team \| + 7 s \| \| \| 8.º \| Simon Yates \| Orica-GreenEDGE \| + 10 s \| \| \| 9.º \| Simon Špilak \| Katusha \| + 10 s \| \| \| 10.º \| Tejay van Garderen \| BMC Racing Team \| + 10 s \| \| |                    |                  |                 |
| |                    |                  |                 |
| |                    |                  |                 |
| Clasificación de la etapa |                    |                  |                 |
| Ciclista | Ciclista           | Equipo           | Tiempo          |
| 1.º | Joaquim Rodríguez  | Katusha          | 4 h 39 min 02 s |
| 2.º | Sergio Luis Henao  | Team Sky         | + 0 s           |
| 3.º | Nairo Quintana     | Movistar Team    | + 0 s           |
| 4.º | Michał Kwiatkowski | Etixx-Quick Step | + 7 s           |
| 5.º | Rafał Majka        | Tinkoff-Saxo     | + 7 s           |
| 6.º | Michele Scarponi   | Astana           | + 7 s           |
| 7.º | Samuel Sánchez     | BMC Racing Team  | + 7 s           |
| 8.º | Simon Yates        | Orica-GreenEDGE  | + 10 s          |
| 9.º | Simon Špilak       | Katusha          | + 10 s          |
| 10.º | Tejay van Garderen | BMC Racing Team  | + 10 s          |

| \| Clasificación general \| Clasificación general \| Clasificación general \| Clasificación general \| Clasificación general \| \| Ciclista \| Ciclista \| Equipo \| Tiempo \| \| \| --------------------- \| --------------------- \| --------------------- \| --------------------- \| --------------------- \| \| 1.º \| Sergio Luis Henao \| Team Sky \| 13 h 08 min 41 s \| \| \| 2.º \| Joaquim Rodríguez \| Katusha \| + 0 s \| \| \| 3.º \| Nairo Quintana \| Movistar Team \| + 0 s \| \| \| 4.º \| Michał Kwiatkowski \| Etixx-Quick Step \| + 7 s \| \| \| 5.º \| Samuel Sánchez \| BMC Racing Team \| + 7 s \| \| \| 6.º \| Rafał Majka \| Tinkoff-Saxo \| + 7 s \| \| \| 7.º \| Michele Scarponi \| Astana \| + 7 s \| \| \| 8.º \| Dani Moreno \| Katusha \| + 10 s \| \| \| 9.º \| Alexis Vuillermoz \| AG2R La Mondiale \| + 10 s \| \| \| 10.º \| Tejay van Garderen \| BMC Racing Team \| + 10 s \| \| |                    |                  |                  |
| |                    |                  |                  |
| |                    |                  |                  |
| Clasificación general |                    |                  |                  |
| Ciclista | Ciclista           | Equipo           | Tiempo           |
| 1.º | Sergio Luis Henao  | Team Sky         | 13 h 08 min 41 s |
| 2.º | Joaquim Rodríguez  | Katusha          | + 0 s            |
| 3.º | Nairo Quintana     | Movistar Team    | + 0 s            |
| 4.º | Michał Kwiatkowski | Etixx-Quick Step | + 7 s            |
| 5.º | Samuel Sánchez     | BMC Racing Team  | + 7 s            |
| 6.º | Rafał Majka        | Tinkoff-Saxo     | + 7 s            |
| 7.º | Michele Scarponi   | Astana           | + 7 s            |
| 8.º | Dani Moreno        | Katusha          | + 10 s           |
| 9.º | Alexis Vuillermoz  | AG2R La Mondiale | + 10 s           |
| 10.º | Tejay van Garderen | BMC Racing Team  | + 10 s           |

### Etapa 4
| Zumárraga - Arrate | etapa de montaña | (162,2 km) |

| \| Clasificación de la etapa \| Clasificación de la etapa \| Clasificación de la etapa \| Clasificación de la etapa \| Clasificación de la etapa \| \| Ciclista \| Ciclista \| Equipo \| Tiempo \| \| \| ------------------------- \| ------------------------- \| ------------------------- \| ------------------------- \| ------------------------- \| \| 1.º \| Joaquim Rodríguez \| Katusha \| 4 h 05 min 10 s \| \| \| 2.º \| Bauke Mollema \| Trek Factory Racing \| + 0 s \| \| \| 3.º \| Simon Yates \| Orica-GreenEDGE \| + 0 s \| \| \| 4.º \| Ion Izagirre \| Movistar Team \| + 0 s \| \| \| 5.º \| Sergio Luis Henao \| Team Sky \| + 0 s \| \| \| 6.º \| Michele Scarponi \| Astana \| + 0 s \| \| \| 7.º \| Nairo Quintana \| Movistar Team \| + 0 s \| \| \| 8.º \| Ilnur Zakarin \| Katusha \| + 0 s \| \| \| 9.º \| Rui Alberto Costa \| Lampre-Merida \| + 0 s \| \| \| 10.º \| Thibaut Pinot \| FDJ \| + 0 s \| \| |                   |                     |                 |
| |                   |                     |                 |
| |                   |                     |                 |
| Clasificación de la etapa |                   |                     |                 |
| Ciclista | Ciclista          | Equipo              | Tiempo          |
| 1.º | Joaquim Rodríguez | Katusha             | 4 h 05 min 10 s |
| 2.º | Bauke Mollema     | Trek Factory Racing | + 0 s           |
| 3.º | Simon Yates       | Orica-GreenEDGE     | + 0 s           |
| 4.º | Ion Izagirre      | Movistar Team       | + 0 s           |
| 5.º | Sergio Luis Henao | Team Sky            | + 0 s           |
| 6.º | Michele Scarponi  | Astana              | + 0 s           |
| 7.º | Nairo Quintana    | Movistar Team       | + 0 s           |
| 8.º | Ilnur Zakarin     | Katusha             | + 0 s           |
| 9.º | Rui Alberto Costa | Lampre-Merida       | + 0 s           |
| 10.º | Thibaut Pinot     | FDJ                 | + 0 s           |

| \| Clasificación general \| Clasificación general \| Clasificación general \| Clasificación general \| Clasificación general \| \| Ciclista \| Ciclista \| Equipo \| Tiempo \| \| \| --------------------- \| --------------------- \| --------------------- \| --------------------- \| --------------------- \| \| 1.º \| Sergio Luis Henao \| Team Sky \| 17 h 13 min 51 s \| \| \| 2.º \| Joaquim Rodríguez \| Katusha \| + 0 s \| \| \| 3.º \| Nairo Quintana \| Movistar Team \| + 0 s \| \| \| 4.º \| Michele Scarponi \| Astana \| + 7 s \| \| \| 5.º \| Bauke Mollema \| Trek Factory Racing \| + 10 s \| \| \| 6.º \| Ilnur Zakarin \| Katusha \| + 10 s \| \| \| 7.º \| Tejay van Garderen \| BMC Racing Team \| + 10 s \| \| \| 8.º \| Ion Izagirre \| Movistar Team \| + 10 s \| \| \| 9.º \| Simon Yates \| Orica-GreenEDGE \| + 10 s \| \| \| 10.º \| Simon Špilak \| Katusha \| + 10 s \| \| |                    |                     |                  |
| |                    |                     |                  |
| |                    |                     |                  |
| Clasificación general |                    |                     |                  |
| Ciclista | Ciclista           | Equipo              | Tiempo           |
| 1.º | Sergio Luis Henao  | Team Sky            | 17 h 13 min 51 s |
| 2.º | Joaquim Rodríguez  | Katusha             | + 0 s            |
| 3.º | Nairo Quintana     | Movistar Team       | + 0 s            |
| 4.º | Michele Scarponi   | Astana              | + 7 s            |
| 5.º | Bauke Mollema      | Trek Factory Racing | + 10 s           |
| 6.º | Ilnur Zakarin      | Katusha             | + 10 s           |
| 7.º | Tejay van Garderen | BMC Racing Team     | + 10 s           |
| 8.º | Ion Izagirre       | Movistar Team       | + 10 s           |
| 9.º | Simon Yates        | Orica-GreenEDGE     | + 10 s           |
| 10.º | Simon Špilak       | Katusha             | + 10 s           |

### Etapa 5
| Éibar - Aya | etapa de media montaña | (155,5 km) |

| \| Clasificación de la etapa \| Clasificación de la etapa \| Clasificación de la etapa \| Clasificación de la etapa \| Clasificación de la etapa \| \| Ciclista \| Ciclista \| Equipo \| Tiempo \| \| \| ------------------------- \| ------------------------- \| ------------------------- \| ------------------------- \| ------------------------- \| \| 1.º \| Mikel Landa \| Astana \| 4 h 06 min 01 s \| \| \| 2.º \| Tim Wellens \| Lotto-Soudal \| + 3 s \| \| \| 3.º \| Tom Danielson \| Cannondale-Garmin \| + 16 s \| \| \| 4.º \| Rein Taaramäe \| Astana \| + 28 s \| \| \| 5.º \| Tony Gallopin \| Lotto-Soudal \| + 38 s \| \| \| 6.º \| Simon Yates \| Orica-GreenEDGE \| + 53 s \| \| \| 7.º \| Sergio Luis Henao \| Team Sky \| + 56 s \| \| \| 8.º \| Joaquim Rodríguez \| Katusha \| + 56 s \| \| \| 9.º \| Tom Slagter \| Cannondale-Garmin \| + 1 min 05 s \| \| \| 10.º \| Alexis Vuillermoz \| AG2R La Mondiale \| + 1 min 06 s \| \| |                   |                   |                 |
| |                   |                   |                 |
| |                   |                   |                 |
| Clasificación de la etapa |                   |                   |                 |
| Ciclista | Ciclista          | Equipo            | Tiempo          |
| 1.º | Mikel Landa       | Astana            | 4 h 06 min 01 s |
| 2.º | Tim Wellens       | Lotto-Soudal      | + 3 s           |
| 3.º | Tom Danielson     | Cannondale-Garmin | + 16 s          |
| 4.º | Rein Taaramäe     | Astana            | + 28 s          |
| 5.º | Tony Gallopin     | Lotto-Soudal      | + 38 s          |
| 6.º | Simon Yates       | Orica-GreenEDGE   | + 53 s          |
| 7.º | Sergio Luis Henao | Team Sky          | + 56 s          |
| 8.º | Joaquim Rodríguez | Katusha           | + 56 s          |
| 9.º | Tom Slagter       | Cannondale-Garmin | + 1 min 05 s    |
| 10.º | Alexis Vuillermoz | AG2R La Mondiale  | + 1 min 06 s    |

| \| Clasificación general \| Clasificación general \| Clasificación general \| Clasificación general \| Clasificación general \| \| Ciclista \| Ciclista \| Equipo \| Tiempo \| \| \| --------------------- \| --------------------- \| --------------------- \| --------------------- \| --------------------- \| \| 1.º \| Sergio Luis Henao \| Team Sky \| 21 h 20 min 48 s \| \| \| 2.º \| Joaquim Rodríguez \| Katusha \| + 0 s \| \| \| 3.º \| Simon Yates \| Orica-GreenEDGE \| + 7 s \| \| \| 4.º \| Nairo Quintana \| Movistar Team \| + 12 s \| \| \| 5.º \| Michele Scarponi \| Astana \| + 22 s \| \| \| 6.º \| Simon Špilak \| Katusha \| + 22 s \| \| \| 7.º \| Ilnur Zakarin \| Katusha \| + 28 s \| \| \| 8.º \| Ion Izagirre \| Movistar Team \| + 28 s \| \| \| 9.º \| Tejay van Garderen \| BMC Racing Team \| + 36 s \| \| \| 10.º \| Thibaut Pinot \| FDJ \| + 36 s \| \| |                    |                 |                  |
| |                    |                 |                  |
| |                    |                 |                  |
| Clasificación general |                    |                 |                  |
| Ciclista | Ciclista           | Equipo          | Tiempo           |
| 1.º | Sergio Luis Henao  | Team Sky        | 21 h 20 min 48 s |
| 2.º | Joaquim Rodríguez  | Katusha         | + 0 s            |
| 3.º | Simon Yates        | Orica-GreenEDGE | + 7 s            |
| 4.º | Nairo Quintana     | Movistar Team   | + 12 s           |
| 5.º | Michele Scarponi   | Astana          | + 22 s           |
| 6.º | Simon Špilak       | Katusha         | + 22 s           |
| 7.º | Ilnur Zakarin      | Katusha         | + 28 s           |
| 8.º | Ion Izagirre       | Movistar Team   | + 28 s           |
| 9.º | Tejay van Garderen | BMC Racing Team | + 36 s           |
| 10.º | Thibaut Pinot      | FDJ             | + 36 s           |

### Etapa 6
| Aya - Aya | contrarreloj individual | (18,3 km) |

| \| Clasificación de la etapa \| Clasificación de la etapa \| Clasificación de la etapa \| Clasificación de la etapa \| Clasificación de la etapa \| \| Ciclista \| Ciclista \| Equipo \| Tiempo \| \| \| ------------------------- \| ------------------------- \| ------------------------- \| ------------------------- \| ------------------------- \| \| 1.º \| Tom Dumoulin \| Giant-Alpecin \| 28 min 46 s \| \| \| 2.º \| Joaquim Rodríguez \| Katusha \| + 4 s \| \| \| 3.º \| Ion Izagirre \| Movistar Team \| + 5 s \| \| \| 4.º \| Sergio Luis Henao \| Team Sky \| + 17 s \| \| \| 5.º \| Beñat Intxausti \| Movistar Team \| + 21 s \| \| \| 6.º \| Fabio Felline \| Trek Factory Racing \| + 23 s \| \| \| 7.º \| Nairo Quintana \| Movistar Team \| + 30 s \| \| \| 8.º \| Rui Alberto Costa \| Lampre-Merida \| + 34 s \| \| \| 9.º \| Rein Taaramäe \| Astana \| + 36 s \| \| \| 10.º \| Michał Kwiatkowski \| Etixx-Quick Step \| + 37 s \| \| |                    |                     |             |
| |                    |                     |             |
| |                    |                     |             |
| Clasificación de la etapa |                    |                     |             |
| Ciclista | Ciclista           | Equipo              | Tiempo      |
| 1.º | Tom Dumoulin       | Giant-Alpecin       | 28 min 46 s |
| 2.º | Joaquim Rodríguez  | Katusha             | + 4 s       |
| 3.º | Ion Izagirre       | Movistar Team       | + 5 s       |
| 4.º | Sergio Luis Henao  | Team Sky            | + 17 s      |
| 5.º | Beñat Intxausti    | Movistar Team       | + 21 s      |
| 6.º | Fabio Felline      | Trek Factory Racing | + 23 s      |
| 7.º | Nairo Quintana     | Movistar Team       | + 30 s      |
| 8.º | Rui Alberto Costa  | Lampre-Merida       | + 34 s      |
| 9.º | Rein Taaramäe      | Astana              | + 36 s      |
| 10.º | Michał Kwiatkowski | Etixx-Quick Step    | + 37 s      |

## Clasificaciones finales
- Las clasificaciones finalizaron de la siguiente forma[8]:

### Clasificación general
| \| Clasificación general \| Clasificación general \| Clasificación general \| Clasificación general \| Clasificación general \| \| Ciclista \| Ciclista \| Equipo \| Tiempo \| \| \| --------------------- \| ---------------------- \| --------------------- \| --------------------- \| --------------------- \| \| 1.º \| Joaquim Rodríguez \| Katusha \| 21 h 49 min 38 s \| \| \| 2.º \| Sergio Luis Henao \| Team Sky \| + 13 s \| \| \| 3.º \| Ion Izagirre \| Movistar Team \| + 29 s \| \| \| 4.º \| Nairo Quintana \| Movistar Team \| + 38 s \| \| \| 5.º \| Simon Yates \| Orica-GreenEDGE \| + 46 s \| \| \| 6.º \| Michele Scarponi \| Astana \| + 1 min 06 s \| \| \| 7.º \| Rui Alberto Costa \| Lampre-Merida \| + 1 min 14 s \| \| \| 8.º \| Michał Kwiatkowski \| Etixx-Quick Step \| + 1 min 15 s \| \| \| 9.º \| Ilnur Zakarin \| Katusha \| + 1 min 25 s \| \| \| 10.º \| Thibaut Pinot \| FDJ \| + 1 min 33 s \| \| \| 11.º \| Tejay van Garderen \| BMC Racing Team \| + 1 min 35 s \| \| \| 12.º \| Simon Špilak \| Katusha \| + 1 min 37 s \| \| \| 13.º \| Samuel Sánchez \| BMC Racing Team \| + 1 min 55 s \| \| \| 14.º \| Alexis Vuillermoz \| AG2R La Mondiale \| + 2 min 40 s \| \| \| 15.º \| Rafał Majka \| Tinkoff-Saxo \| + 3 min 11 s \| \| \| 16.º \| Jean-Christophe Péraud \| AG2R La Mondiale \| + 3 min 16 s \| \| \| 17.º \| David López García \| Team Sky \| + 4 min 07 s \| \| \| 18.º \| Luis León Sánchez \| Astana \| + 4 min 29 s \| \| \| 19.º \| Darwin Atapuma \| BMC Racing Team \| + 4 min 29 s \| \| \| 20.º \| Dani Moreno \| Katusha \| + 4 min 48 s \| \| |                        |                  |                  |
| |                        |                  |                  |
| Fuente: ProCyclingStats |                        |                  |                  |
| Clasificación general |                        |                  |                  |
| Ciclista | Ciclista               | Equipo           | Tiempo           |
| 1.º | Joaquim Rodríguez      | Katusha          | 21 h 49 min 38 s |
| 2.º | Sergio Luis Henao      | Team Sky         | + 13 s           |
| 3.º | Ion Izagirre           | Movistar Team    | + 29 s           |
| 4.º | Nairo Quintana         | Movistar Team    | + 38 s           |
| 5.º | Simon Yates            | Orica-GreenEDGE  | + 46 s           |
| 6.º | Michele Scarponi       | Astana           | + 1 min 06 s     |
| 7.º | Rui Alberto Costa      | Lampre-Merida    | + 1 min 14 s     |
| 8.º | Michał Kwiatkowski     | Etixx-Quick Step | + 1 min 15 s     |
| 9.º | Ilnur Zakarin          | Katusha          | + 1 min 25 s     |
| 10.º | Thibaut Pinot          | FDJ              | + 1 min 33 s     |
| 11.º | Tejay van Garderen     | BMC Racing Team  | + 1 min 35 s     |
| 12.º | Simon Špilak           | Katusha          | + 1 min 37 s     |
| 13.º | Samuel Sánchez         | BMC Racing Team  | + 1 min 55 s     |
| 14.º | Alexis Vuillermoz      | AG2R La Mondiale | + 2 min 40 s     |
| 15.º | Rafał Majka            | Tinkoff-Saxo     | + 3 min 11 s     |
| 16.º | Jean-Christophe Péraud | AG2R La Mondiale | + 3 min 16 s     |
| 17.º | David López García     | Team Sky         | + 4 min 07 s     |
| 18.º | Luis León Sánchez      | Astana           | + 4 min 29 s     |
| 19.º | Darwin Atapuma         | BMC Racing Team  | + 4 min 29 s     |
| 20.º | Dani Moreno            | Katusha          | + 4 min 48 s     |

### Clasificación de la regularidad
| Clasificación por puntos | Clasificación por puntos | Clasificación por puntos | Clasificación por puntos | Clasificación por puntos |
| Ciclista                 | Ciclista                 | Equipo                   | Puntos                   |                          |
| ------------------------ | ------------------------ | ------------------------ | ------------------------ | ------------------------ |
| 1.º                      | Joaquim Rodríguez        | Katusha                  | 78 pts                   |                          |
| 2.º                      | Michał Kwiatkowski       | Etixx-Quick Step         | 62 pts                   |                          |
| 3.º                      | Sebastián Henao          | Team Sky                 | 55 pts                   |                          |
| 4.º                      | Fabio Felline            | Trek Factory Racing      | 44 pts                   |                          |
| 5.º                      | Simon Yates              | Orica-GreenEDGE          | 38 pts                   |                          |
| 6.º                      | Nairo Quintana           | Movistar Team            | 37 pts                   |                          |
| 7.º                      | Ion Izagirre             | Movistar Team            | 36 pts                   |                          |
| 8.º                      | Ilnur Zakarin            | Katusha                  | 30 pts                   |                          |
| 9.º                      | Mikel Landa              | Astana                   | 25 pts                   |                          |
| 10.º                     | Tom Dumoulin             | Giant-Alpecin            | 25 pts                   |                          |

### Clasificación de la montaña
| Clasificación de la montaña | Clasificación de la montaña | Clasificación de la montaña | Clasificación de la montaña | Clasificación de la montaña |
| Ciclista                    | Ciclista                    | Equipo                      | Puntos                      |                             |
| --------------------------- | --------------------------- | --------------------------- | --------------------------- | --------------------------- |
| 1.º                         | Omar Fraile                 | Caja Rural-Seguros RGA      | 81 pts                      |                             |
| 2.º                         | Amets Txurruka              | Caja Rural-Seguros RGA      | 45 pts                      |                             |
| 3.º                         | Tom Danielson               | Cannondale-Garmin           | 33 pts                      |                             |
| 4.º                         | Tony Martin                 | Etixx-Quick Step            | 23 pts                      |                             |
| 5.º                         | Sergio Luis Henao           | Team Sky                    | 22 pts                      |                             |
| 6.º                         | Mikel Landa                 | Astana                      | 17 pts                      |                             |
| 7.º                         | Sébastien Reichenbach       | IAM Cycling                 | 17 pts                      |                             |
| 8.º                         | Sander Armée                | Lotto-Soudal                | 15 pts                      |                             |
| 9.º                         | Hugh Carthy                 | Caja Rural-Seguros RGA      | 15 pts                      |                             |
| 10.º                        | Pello Bilbao                | Caja Rural-Seguros RGA      | 13 pts                      |                             |

### Clasificación de las metas volantes
| Clasificación de las metas volantes | Clasificación de las metas volantes | Clasificación de las metas volantes | Clasificación de las metas volantes | Clasificación de las metas volantes |
| Ciclista                            | Ciclista                            | Equipo                              | Puntos                              |                                     |
| ----------------------------------- | ----------------------------------- | ----------------------------------- | ----------------------------------- | ----------------------------------- |
| 1.º                                 | Louis Vervaeke                      | Lotto-Soudal                        | 12 pts                              |                                     |
| 2.º                                 | Omar Fraile                         | Caja Rural-Seguros RGA              | 11 pts                              |                                     |
| 3.º                                 | Tom Danielson                       | Cannondale-Garmin                   | 10 pts                              |                                     |
| 4.º                                 | Amets Txurruka                      | Caja Rural-Seguros RGA              | 10 pts                              |                                     |
| 5.º                                 | Tony Martin                         | Etixx-Quick Step                    | 7 pts                               |                                     |

### Clasificación por equipos
| Clasificación por equipos | Clasificación por equipos | Clasificación por equipos | Clasificación por equipos |
| Equipo                    | Equipo                    | Tiempo                    |                           |
| ------------------------- | ------------------------- | ------------------------- | ------------------------- |
| 1.º                       | Katusha                   | 65 h 31 min 56 s          |                           |
| 2.º                       | BMC Racing Team           | + 3 min 09 s              |                           |
| 3.º                       | Movistar Team             | + 3 min 16 s              |                           |
| 4.º                       | Astana                    | + 4 min 24 s              |                           |
| 5.º                       | Sky                       | + 14 min 18 s             |                           |

## Evolución de las clasificaciones
| Etapa (Vencedor)              | Clasificación general | Clasificación de la montaña | Clasificación de la regularidad | Clasificación de las metas volantes | Clasificación por equipos |
| ----------------------------- | --------------------- | --------------------------- | ------------------------------- | ----------------------------------- | ------------------------- |
| 1.ª etapa (Michael Matthews)  | Michael Matthews      | Omar Fraile                 | Michael Matthews                | Omar Fraile                         | Etixx-Quick Step          |
| 2.ª etapa (Fabio Felline)     | Michael Matthews      | Amets Txurruka              | Michael Matthews                | Louis Vervaeke                      | Etixx-Quick Step          |
| 3.ª etapa (Joaquim Rodríguez) | Sergio Henao          | Omar Fraile                 | Michał Kwiatkowski              | Louis Vervaeke                      | Katusha                   |
| 4.ª etapa (Joaquim Rodríguez) | Sergio Henao          | Omar Fraile                 | Michał Kwiatkowski              | Louis Vervaeke                      | Katusha                   |
| 5.ª etapa (Mikel Landa)       | Sergio Henao          | Omar Fraile                 | Joaquim Rodríguez               | Louis Vervaeke                      | Katusha                   |
| 6.ª etapa (Tom Dumoulin)      | Joaquim Rodríguez     | Omar Fraile                 | Joaquim Rodríguez               | Louis Vervaeke                      | Katusha                   |
| Final                         | Joaquim Rodríguez     | Omar Fraile                 | Joaquim Rodríguez               | Louis Vervaeke                      | Katusha                   |

## UCI World Tour
La Vuelta al País Vasco otorgó puntos para el UCI WorldTour 2015, solamente para corredores de equipos UCI ProTeam. Las siguientes tablas son el baremo de puntuación y los corredores que obtuvieron puntos:
| Posición              | 1º  | 2º | 3º | 4º | 5º | 6º | 7º | 8º | 9º | 10º |
| Clasificación general | 100 | 80 | 70 | 60 | 50 | 40 | 30 | 20 | 10 | 4   |
| Por etapa             | 6   | 4  | 2  | 1  | 1  |    |    |    |    |     |

| Ciclista           | Equipo           | General | Etapa | Total |
| ------------------ | ---------------- | ------- | ----- | ----- |
| Joaquim Rodríguez  | Katusha          | 100     | 16    | 116   |
| Sergio Henao       | Sky              | 80      | 6     | 86    |
| Ion Izagirre       | Movistar         | 70      | 3     | 73    |
| Nairo Quintana     | Movistar         | 60      | 2     | 62    |
| Simon Yates        | Orica GreenEDGE  | 50      | 2     | 52    |
| Michele Scarponi   | Astana           | 40      | -     | 40    |
| Rui Costa          | Lampre-Merida    | 30      | -     | 30    |
| Michał Kwiatkowski | Etixx-Quick Step | 20      | 6     | 26    |
| Ilnur Zakarin      | Katusha          | 10      | 2     | 12    |
| Michael Matthews   | Orica GreenEDGE  | -       | 10    | 10    |

| Resto de corredores | Resto de corredores | Resto de corredores | Resto de corredores | Resto de corredores |
| Ciclista            | Equipo              | General             | Etapa               | Total               |
| ------------------- | ------------------- | ------------------- | ------------------- | ------------------- |
| Fabio Felline       | Trek Factory Racing | -                   | 6                   | 6                   |
| Mikel Landa         | Astana              | -                   | 6                   | 6                   |
| Tom Dumoulin        | Giant-Alpecin       | -                   | 6                   | 6                   |
| Thibaut Pinot       | FDJ                 | 4                   | -                   | 4                   |
| Tony Gallopin       | Lotto Soudal        | -                   | 4                   | 4                   |
| Bauke Mollema       | Trek Factory Racing | -                   | 4                   | 4                   |
| Tim Wellens         | Lotto Soudal        | -                   | 4                   | 4                   |
| Tom Danielson       | Cannondale-Garmin   | -                   | 2                   | 2                   |
| Kévin Réza          | FDJ                 | -                   | 1                   | 1                   |
| Philippe Gilbert    | BMC Racing          | -                   | 1                   | 1                   |
| Rafał Majka         | Tinkoff-Saxo        | -                   | 1                   | 1                   |
| Rein Taaramäe       | Astana              | -                   | 1                   | 1                   |
| Beñat Intxausti     | Movistar            | -                   | 1                   | 1                   |